# Sakina Akhundzadeh
Sakina Mirza Heybat qizi Akhundzadeh (en àzeri: Səkinə Axundzadə; Quba, 1865 – Quba, 1927) fou una escriptora i dramaturga d'Azerbaidjan. Fou la primera dramaturga coneguda en la literatura àzeri.

## Biografia
Akhundzadeh fou educada a casa per son pare, un poeta que escrivia amb el pseudònim de Fada. Els seus intents posteriors d'establir una escola secular a Quba acabaren de manera tràgica: uns fanàtics religiosos hi prengueren represàlies i assassinaren el seu espòs. Ella hagué de fugir a Bakú (actual capital de l'Azerbaidjan), on fou una de les primeres mestres en l'internat musulmà rus Emperadriu Alexandra per a xiquetes, creat el 1901, on va ensenyar àzeri, literatura i estudis religiosos. Aquesta fou la primera escola secular per a xiquetes musulmanes de tot l'Imperi rus. S'havia obert perquè el magnat petrolier àzeri Zeynalabdin Taghiyev l'havia finançada, i es diu que l'escola fou nomenada després d'haver-li escrit una carta a la tsarina Alexandra. El teatre local també fou finançat per Taghiyev.

## Carrera
Començà la seua carrera com a dramaturga fundant el Club de Teatre Escolar i adaptant les seues obres a les representacions teatrals dels estudiants. La seua primera obra, titulada Elmin manfaati ('El benefici de la ciència') es representà per primera vegada el 1904. Animada per l'èxit, escrigué més obres; entre aquestes, Hagg soz aji olar ('La veritat dol') i Galin va gayinana ('Nora i sogra'). El 1901, Bakú havia vist les primeres actrius aparéixer sense vel. Seguint un enfocament més liberal del govern tsarista, llibertats com la primera revista escrita per dones es publicà el 1911. Sakina seria reconeguda com la primera dramaturga feminista, i moltes de les seues obres tractaven sobre la difícil situació de les dones àzeris.
El 1911, Huseyn Arablinski posa en escena la nova versió d'Akhundzadeh de l'obra de Namık Kemal Zavallı çocuk (Bakhtsiz ushag en àzeri, 'El xic sense sort'), que aviat començà a representar-se en teatres d'afeccionats fora del Caucas. Continuà treballant amb Arablinski fins a la seua mort, el 1919, així com amb Abbas Mirza Sharifzadeh durant el 1917-1922. Al 1917, la seua obra Zulmun natijasi ('La conseqüència del mal'; basada en l'òpera Lakmé de Léo Delibes) es representà en el Teatre Taghiyev de Bakú (hui Teatre Estatal de la Comèdia Musical d'Azerbaidjan). L'actuació fou un èxit i la feu famosa: es considerà la primera dramaturga àzeri de la història.